# Janez Lampič
Janez Lampič (nascido em 18 de outubro de 1963) é um ex-ciclista iugoslavo. Participou nos Jogos Olímpicos de Verão de 1984, realizados na cidade de Los Angeles, Estados Unidos, onde terminou em nono competindo na prova de 100 km contrarrelógio por equipes.